# Ђорђе Јоановић
Ђорђе Јоановић (Јоанновић) (Беч, 16. јун 1871 — Београд, 28. јануар 1932) био је лекар, професор Универзитета и научник
Јоановић је био и анатомопатолог Опште поликлинике у Бечу, редовни професор опште патологије и специјалне патолошке анатомије на Медицинском факултету у Београду, оснивач првог патоанатомског институт у Србији, дописни члан Српске краљевске академија, један од оснивача часописа „Медицински преглед — Medicinski pregled“ 1926–1940.
Улице у Београду (бивша Делиградска, од 1932) и Зрењанину као и општа болница у Зрењанину носе његово име. у амфитеатру Патолошког института, Медицинског факултета у Београду 1933. године је откривена његова биста рад вајара Сретена Стојановића.

## Биографија

### Породица
Ђорђе Јоановић је рођен 1871. године у Бечу, од оца Харитона и мајке Марије (рођ. Влаховић, из Великог Бечкерека). Породица Јоановић потиче из Баната, из села Беодра (данас је Беодра насеље у оквиру села Ново Милошево). Деда Аксентије Јоановић рођен је и био православни свештеник у Беодри. Поп Аксентије је био велики пријатељ са колегом свештеником, поп Дионизијем Јакшићем (родом из суседног Карлова) - оцем сликара и песника Ђуре Јакшића. Породично пријатељство је повезало и њихову децу; поповски синови Харитон и Ђура су такође блиски. Имућни Бечлија "Каритон" - секретар бечког барона Сине, постаје мецена младом уметнику Јакшићу. Отац Ђорђев, Харитон Јовановић (1824-1884) адвокат и сенатор, био је управник имања "аустријског жељезничког магната" - бечког барона Сине,у Бечу; барон је био кум на крштењу малог Ђорђа. Мајка Марија се као млада удова Новосађанина Младена Татарског, тада трговкиња у Великом Бечкереку, удала почетком 1868. године за Харитона Јовановића, секретара барона Сине. Брат Симон Јовановић (1868-1934) је био аустријски вицеконзул у Београду (1885-1897), па од 1901.године цивилни комесар (Аустроугарске) у Пљевљима,гдје је Ђорђе као Аустроугарски поданик 1897 год. именован за начелника новоизграђене војне болнице на Стражици у Пљевљима. У Пљевљима започиње Симеоново и Ђорђево познанство и пријатељство са угледним породицама Росић и Пејатовић. Срдачне односе пријатељства и уважавања,
исте пријатеље и непријатеље задржали су Проф.Др.Ђорђе Јоановић и Патријарх српски Варнава до обострано
трагичног краја њихових живота.Симеон Јоановић Аустроугарски двадесет две године цивилни комесар за Срез Пљевља
( нем.Kreis Pljevlje ) по одласку у пензију постао је аутор вишеделне књиге Новопазарски санџак 1878-1900. Живео је дуже време у Београду и Цириху.

### Животни пут
Ђорђе Јоановић је у Бечу завршио прво основну школу а затим престижну гимназију „Кајзер и Кениг“. Уписао је Медицински факултет у Бечу и дипломирао 1895. године. Запошњава се на факултету као асистент и полаже пост-дипломске студије. Радио је као асистент 1895-1899. године у Институту за патолошку хистологију и бактериологију. Затим се опет као асистент пребацио на Институт за општу и експерименталну патологију и ту радио 1899-1904. године. За доцента је промовисан 1904. године, ванредни професор Опште и експерименталне патологије на Бечком Медицинском факултету постаје 1910. године, а редовни професор 1919. године. У то време је био шеф Одељења за патологију Опште болнице у Бечу и радио напредне експерименте из патологије у престижним лабораторијама Института за патологију у Бечу.
Свој научни рад и каријеру на Универзитету у Бечу је напустио и по завршетку Првог светског рата се преселио у Београд, у жељи да оснује Медицински факултет и Институт за патологију у Београду. Од 1920. године је професор за патолошку анатомију у Београду.
Један је од оснивача Медицинског факултета у Београду и покретач оснивања Института за патологију у Београду. Један је од твораца данашње модерне патологије и пионир експерименталне патологије у светским размерама. Аутор је концепта аутоагресије у медицини, родоначелник онкологије и утемељивач експерименталне патологије у Србији.
Био је дописни члан Српске краљевске академије, почасни члан Матице српске у Новом Саду, стални делегат Краљевине Југославије при Међународној канцеларији за јавну хигијену у Паризу, члан немачког и чешког онколошког Комитета за сузбијање рака, члан редакција бројних медицинских часописа, председник Српског лекарског друштва, председник Југословенског лекарског друштва, предавач за војни санитет и члан Санитетског савета Војске Краљевине Југославије, председник Микробиолошког друштва Краљевине Југославије, председник Фонда за помоћ сиромашним студентима, представник Краљевине Југославије у Свесловенском лекарском савезу и на многим међународним канцеролошким конгресима, члан Комитета међународног института за географску патологију, уредник Српског архива за медицину.
Јоановић је био декан београдског Медицинског факултета и директор Патолошког института. изабран је 1928. године за редовног члана Главног просветног савета у Београду. Одликован је 1928. године краљевским Орденом Св. Саве II реда. Одмах након Јоановићеве смрти основан је један (новчани) "Фонд" под његовим именом, за најбоље годишње темате из експерименталне патологије

### Крај живота
Новине су навелико писале да је познати професор - научник Ђорђе Јоановић током ноћи извршио самоубиство, вешањем у свом стану у Патолошко-анатомском институту у Београду. Јоановић је био самац, становао је на другом спрату института. Човек који се сасвим посветио научном раду; није се женио, нити имао потомке. Иако се радило о самоубиству Патријарх српски Варнава је одобрио да се одржи опело над заслужним покојником. Уз велике почасти и присуство мноштва грађана, сахрањен на гробљу у завичајној Беодри, где је живео на свом имању његов брат Симеон Јоановић, аустроугарски конзул у пензији.

## Научни рад
Ђорђе Јоановић се рано у свом научном раду определио за тада нову област у медицини - онкологију. У Бечу се бавио напредним експериментима код онколошких обољења и проучавао епидемиологију карцигногенезе. Већ његов први научни рад који се односио на порекло плазмоцита је био врло запажен а открићем концепта аутоагресије у медицини, др Ђорђе Јоановић је постао један од најзначајнијих научника из области медицине свога времена. За свој научни рад у медицини 1903. године је добио награду Белгијске краљевске академије наука. Сарађивао је стално са два најугледнија медицинска листа у Европи. Први његов стручни рад објављен је 1899. године и у њему се бавио пореклом и значајем "плазмичних ћелија" током патолошких процеса. Написао је 58 научних радова из области опште патологије.